# Grupo de fondos Quantum
El Grupo de fondos Quantum es un grupo de fondos de cobertura privados. Están basados en Curazao (Antillas Neerlandesas) y en las Islas Caimán y son gestionados por George Soros a través de su compañía Soros Fund Management. Soros creó los fondos en 1973 asociándose con Jim Rogers. Aunque la identidad de los accionistas de los fondos nunca se hace pública, se sabe que la familia Rothschild y otros multimillonarios europeos pusieron 6 millones de dólares en los fondos en 1969.
En 1992, el fondo principal, el Quantum Fund de Soros, se hizo famoso por 'arruinar' al Banco de Inglaterra, forzándolo a devaluar la libra. Soros había apostado todo su fondo en una venta corta por una, finalmente cumplida, predicción de que la moneda británica caería en valor. Dicho golpe le supuso un beneficio neto de mil millones de dólares durante el conocido como miércoles Negro. En 1997, Soros fue acusado de forzar graves devaluaciones en monedas del sureste asiático en la crisis financiera asiática.
En julio de 2011, para evitar requerimientos bajo la Ley Dodd-Frank de reforma de Wall Street y protección del consumidor, Quantum Fund anunció que devolvería todo el dinero externo del fondo para finales de 2011. Ahora, el fondo maneja únicamente la fortuna familiar de Soros.